# Verwaltungsverband Heidedörfer
Der Verwaltungsverband Heidedörfer war von 1994 bis 1999 ein sächsischer Verwaltungsverband im Niederschlesischen Oberlausitzkreis. Er lag im mittleren Teil des Landkreises, westlich der Stadt Niesky. Sein Sitz war in Klitten.
Der Verband wurde bereits vier Monate vor der Gründung des Niederschlesischen Oberlausitzkreises durch die Gemeinden Klitten, Kreba-Neudorf (beide Landkreis Niesky) und Reichwalde (Landkreis Weißwasser) gebildet. Zum 22. Dezember 1996 trat die Gemeinde Mücka dem Verband bei, Reichwalde schied zum 1. Januar 1999 bei seiner Eingemeindung nach Boxberg aus. Nach der Verbandsauflösung zum 31. Dezember 1999 trat Klitten der Verwaltungsgemeinschaft Boxberg/O.L. bei, während Kreba-Neudorf mit dem benachbarten Rietschen die Verwaltungsgemeinschaft Rietschen bildete und Mücka dem Verwaltungsverband Diehsa beitrat.